# Calabernardo
Calabernardo è un piccolo borgo marinaro nel comune di Noto, conosciuto anche come Balata.
Dista 7,77 km dal centro della cittadina barocca.
Si affaccia sul mar Ionio a est e sorge su un terreno sedimentario, roccioso con insenature sabbiose. Il nucleo originario si sviluppava intorno all'odierna piazza Stella Maris, che prospetta sull'approdo storico, utilizzato principalmente per scambi commerciali; nel 1838 il re Ferdinando II di Borbone e la regina Maria Teresa visitarono Noto per la prima volta, approdando a Calabernardo (scalo di Balata). Una lapide commemorativa nella piazza Stella Maris ricorda l'avvenimento. Nel 1840 il re autorizzò l'apertura a Calabernardo di una dogana di II classe.  Le costruzioni sulla attuale piazza erano, per la maggior parte, magazzini a servizio dell'approdo e casette di pescatori. Caratteristica la vecchia caserma della Guardia di Finanza con la torretta di avvistamento, sul piccolo promontorio che delimita l approdo sul lato sud, ormai dismessa e adibita da qualche anno a museo del Mare. Il borgo si è sviluppato lungo la costa sia verso nord che verso sud. A sud della piazza, dopo qualche centinaio di metri, c'è il tipico ritrovo dei bagnanti, amanti del luogo: la bassa scogliera di Malacala, che guarda la costa rocciosa e Lido di Noto, a circa 1.5 km in linea d'aria. 
Balata (Calabernardo), precedendo la realizzazione del Lido di Noto, è stata la prima sede di stabilimenti balneari di cui oggi non rimane traccia. 
A nord della piazza, dopo circa un chilometro c'è la foce del fiume Asinaro (nella foto), definito storicamente fiume di Noto; segna il confine del borgo con il territorio di Avola. In mare, al largo della foce, veniva allestita annualmente la storica Tonnara di Fiume di Noto. Sulla costa è presente un manufatto a pianta circolare riconoscibile come "senia", una ruota idraulica che serviva a prelevare le acque da un pozzo, poi convogliate in una "gebbia" (tipica vasca di raccolta dell'acqua). La struttura è realizzata sul modello della senia araba, ma non c'è certezza sulla sua origine. Un'ipotesi vorrebbe collegarla, appunto, alle tonnare lungo la costa ionica. Dalla documentazione storica si può riscontrare che dal 1650 Pietro Nicolaci fosse gabelloto e arrendatario della tonnara di Capo Passero e delle tonnare di proprietà della Regia Corte, quelle di Marzamemi, di Vendicari e di fiume di Noto. Nella gestione delle tonnare ai Nicolaci successero varie altre famiglie, fino al secolo scorso.